# Cladrastis chingii
Cladrastis chingii är en ärtväxtart som beskrevs av Duley och Michael A. Vincent. Cladrastis chingii ingår i släktet Cladrastis och familjen ärtväxter. Inga underarter finns listade i Catalogue of Life.